# Nashvillská pánev
Nashvillská pánev (anglicky Nashville Basin), také Centrální pánev je pánev ve státě Tennessee, ve Spojených státech amerických. Jedná se také o jednu z fyzicko-geografických oblastí ve Spojených státech. Pánev je obklopena vápencovou plošinou Highland Rim, na východě leží Cumberlandská plošina, část Alleghenské plošiny. Nashvillská pánev má délku 200 km, šířku okolo 100 km. Nadmořská výška se pohybuje od 150 do 220 metrů. Pánev je tvořena vápencem z období ordoviku.